# Arvicola scherman
La rata topera (Arvicola terrestris) es una especie de roedor de la familia Cricetidae.
La rata topera presenta dos formas ecológicas: la cavadora, que habita los macizos montañosos del suroeste y centro de Europa, y la semiacuática, que ocupa el resto de su área de distribución. Recientemente se ha propuesto una nueva configuración taxonómica: Arvicola terrestris, los representantes semiacuaticos, serían una subespecie de Arvicola amphibius, y los morfotipos cavadores, que ocupan ciertos macizos montañosos europeos, pertenecerían a Arvicola scherman. Según esta clasificación, las ratas toperas ibéricas corresponderían a esta última especie.

## Descripción
Es especie de gran variabilidad morfológica a lo largo de su área de distribución. En España está representada por morfotipos de pequeño tamaño, con dimensiones corporales sensiblemente más menores que la rata de agua (Arvicola sapidus), y con la cola más corta. Especie sin dimorfismo sexual, la coloración del pelaje de A. scherman es diferente incluso a escala intrapoblacional, variando desde el pardo oscuro o pardo amarillento hasta el gris, los flancos desde el pardo amarillento u ocre hasta el gris claro; en la zona ventral predomina los tonos grisáceos y la cola es generalmente bicolor.

## Distribución
Desde el norte de la península ibérica hasta Ucrania, faltando en el oeste y extremo suroriental de Francia; su límite septentrional está localizado al norte de Alemania y el meridional en los Alpes y en los Balcanes. En España se distribuye en una franja septentrional que iría desde el Pirineo Leridano (Valle de Arán) hasta las sierras de Ancares (León y Lugo), Sierra Segundera (Zamora) y Sierra de Montesinho (Portugal). Existe un aislamiento geográfico entre las poblaciones de los Pirineos, la cordillera Cantábrica y el extremo nororiental de Guipúzcoa.

## Hábitat
Especie herbívora, ocupa principalmente prados naturales situados en niveles altitudinales variables, desde el nivel del mar hasta prados alpinos próximos a los 2.000 metros. En terrenos cultivados y prados de forraje la rata topera puede llegar a constituir una plaga agrícola.
En algunas zonas de su área de distribución, puede constituir un reservorio de tularemia y ser huésped intermediario de varias especies de parásitos.

## Depredación
Es presa habitual de las aves rapaces, como el búho chico, (Asio otus) y la lechuza común, (Tyto alba) y de carnívoros de tamaño medio.